# Sisters (Oregon)
Sisters è una città degli Stati Uniti d'America situata nell'Oregon, nella Contea di Deschutes.